# Кула на Преображение Господне (Зограф)
Кула на Преображение Господне (на гръцки: Πύργος Μεταμόρφωσης) е средновековно отбранително съоръжение в развалини, разположено на полуостров Света гора, Халкидики, Гърция.

## Местоположение
Останките от кулата са над поток, на нисък хълм на 35 минути от Зографския манастир по пътеката, водеща към Хилендарския. На запад има други развалини от варовикови стени и сух каменен градеж.

## История
Начинът на градеж показва, че вероятно е построена през XI или най-късно през XII век. По всяка вероятност принадлежи на някакъв, засега неидентифициран, средновизантийски манастир от XI век. Връзката му с други съседни манастири, както и времето на окончателното му изоставяне са неизвестни.
Изглежда, че кулата е ремонтирана през късновизантийския период и може би тогава е функционирала като стражева кула на Хилендарския манастир.

## Описание
В първоначалния си вид кулата е била масивна сграда с голяма височина. Основата му е правоъгълна с размери 9,35 m х 6,15 m. Извън тези размери кулата има външни контрафорси от северната и източната страна и допълнителна, по-късна конструкция от южната си страна. Външните контрафорси имат дължина от 0,80 m -1,00 m. Те първоначално излизат с 25 - 30 cm от лицето на зидарията. Плитки контрафорси се срещат в ранните - от XI век, монашески кули и други сгради на Атон. Подобни конфигурации могат да бъдат намерени в например по стените на манастира Ксенофонт, в околностите на манастирите Дохиар и Ватопед, в Кулата на Свети Сава (края на XII век) и на други средновизантийски стени. Контрафорси от този тип подкрепят хипотезата, че кулата е от XI или XII век. Кули с по-силно изпъкнали контрафорси, като тези на Айвасилската и Милутиновата кула са конструкции от XIII - XIV век.
Допълнителната конструкция от южната страна може да е била външно стълбище, нещо, което се вижда и в някои други кули на Атон, като Кулата на Пантократор, както и кулата на южната част на Ватопед. Възможно е обаче да е била и цистерна.
Югоизточният ъгъл на кулата, частично повреден в долната си част, е запазен на височина над 5,80 m, докато другите й стени са по-ниски, на височина, която достига най-много 3 m. Максималната дебелина на стените е 90 cm.
В югоизточния ъгъл се различават две строителни фази. Втората от тях, отстъпила с 5 cm, започва от 3,89 m. Кулата е изградена с дребен и среден камък от района, с късове тухли и обилно варов хоросан с червеникав оттенък. В ъглите на допълнителната конструкция от южната страна са използвани обработени правоъгълни камъни. В части от зидарията, особено от западната страна, се виждат отвори за стълби с кръгло напречно сечение и отвори за дървени връзки.